# Anita Kulcsár
Anita Kaldine Kulcsár (ur. 2 czerwca 1976 w Szerencs, zm. 19 stycznia 2005 w Velence) – węgierska piłkarka ręczna, reprezentantka kraju. Występowała jako obrotowa.
Wraz z ekipą narodową sięgnęła m.in. po mistrzostwo Europy (2000), wicemistrzostwo olimpijskie (Sydney 2000), wicemistrzostwo świata (2003). Łącznie, występując w reprezentacji od 19. roku życia, zaliczyła 165 spotkań. W piłce klubowej reprezentowała m.in. Dunaferr Dunaújváros. W 2004 roku została wybrana najlepszą piłkarką ręczną na świecie. Zginęła w wypadku samochodowym 19 stycznia 2005 roku na trasie 6207 pomiędzy Velence a Pusztaszabolcs. Jechała ze swojego mieszkania w Sukoró na przedpołudniowy trening do Dunaújváros.

## Sukcesy
Igrzyska olimpijskie:
- 2000:

Mistrzostwa świata:
- 2003:

Mistrzostwa Europy:
- 2000:
- 1998, 2004:

## Wyróżnienia
- 2004: uznana najlepszą szczypiornistką na świecie